# Región del Noreste (Macedonia del Norte)
La Región del Noreste es una de las ocho regiones estadísticas de Macedonia del Norte. La región estadística de este Estado se encuentra localizada al sudoeste del país. Posee fronteras internacionales con Serbia. Limita internamente con la Región del Este y con la Región de Skopie.

## Municipalidades
La Región estadística del Noreste posee en su extensión de territorio un total de seis municipalidades, que son las que conforman la división territorial de Macedonia del Norte:
1. Municipalidad de Kratovo
2. Municipalidad de Kriva Palanka
3. Municipalidad de Kumanovo
4. Municipalidad de Lipkovo
5. Municipalidad de Rankovce
6. Municipalidad de Staro Nagoričane